# Anna Angelopoulos
Pour les articles homonymes, voir Angelopoulos.
Ánna Angelopoúlou (grec moderne : Άννα Αγγελοπούλου), connue à l’étranger sous le nom d’Anna Angelopoulos, est anthropologue, psychanalyste et écrivaine grecque.

## Biographie
Ánna Angelopoúlou est née en 1951 à Thessalonique (Grèce).
Docteur ès lettres (Paris, École des hautes études en sciences sociales, 1988), elle est spécialisée dans l'étude des contes grecs et balkaniques. Elle est aussi auteur de livres pour enfants.
Elle a notamment traduit du ladino en français, un corpus de contes merveilleux judéo-espagnols des Balkans, racontés à la linguiste Cynthia Crews au milieu du XXe siècle. 

## Publications
- « Ouverture. La peur de la liberté », Patrick Chemla éd., Le Collectif à venir. Psychiatrie, psychanalyse et psychothérapie institutionnelle, ERES, 2018, p. 9-14 [lire en ligne]
- Traduire, Marilia Aisenstein, Anna Angelopoulos, Aharon Appelfeld et al., Le Félin, 2011
- Contes de la nuit grecque, José Corti, 2013
- Contes judéo-espagnols des Balkans (traduction de contes recueillis par Cynthia Crews), José Corti, 2009
- Nommer/Classer les contes populaires, Anna Angelopoulos, Mihaela Bacou, Nicole Belmont, Josiane Bru, Cahiers de littérature orale, n° 57-58, Éditions de la Maison des sciences de l'homme, 2005 [lire en ligne]
- (el) Sarakatsan Folktales (Σαρακατσάνικα Παραμύθια), Agra Publications, 2002
- Catalogue raisonné des contes grecs: types et versions AT 700-749, Anna Angélopoulou, Aiglē Brouskou, Centre de recherches néohelléniques, 1995
- « Un homme nu le couteau à la main », Le mort reconnaissant (Cahiers de Littérature Orale n°46), 1999, p. 101-125
- « L'hirondelle et la Mort », Ethnologie Française, t. 23, n° 1, 1993, p. 104-12
- (el) Paramythokorès (Les héroïnes des contes), Athènes, Hestia, 1991, p. 56-59
- « Fuseau des cendres » (A spindle of ashes), Cahiers de littérature orale, n° 25, 1989, p. 71-96
- « Muscambre, fils de l'inceste », L'Homme, 1988, t. 28, n° 105 La fabrication mythique des enfants,  p. 49-63, [lire en ligne].
- La Naissance merveilleuse et le destin du héros dans le conte grec, Lille 3, ANRT, 1989  — Thèse, Paris, École des hautes études en sciences sociales, 1988